# 森脇保彦
森脇 保彦（もりわき やすひこ、1952年5月7日 - ）は、日本の柔道家（八段）。広島県出身。国士舘大学教授・柔道部長。

## 経歴
1952年、広島市から車で1時間程の山県郡加計町（現・安芸太田町）に生まれる。小学校1年次に父親を山の事故で亡くした事もあり、家は母と祖父が炭焼きで生計を立ててくれた。実家が山間部であったため、友人の家に遊びに行くにも山を1つ越えるという環境であったが、このため足腰が自ずと鍛えられていった。
1965年に加計町立加計中学校へ入学した森脇は、自身も体育が得意だったのに加え、前年の1964年東京オリンピックでの遠藤幸雄の活躍に憧れて、体操部への入部を希望。しかし、中学校に体操部は無かったため、将来警察官を志望していたことやテレビで見た『柔道一直線』の影響で、柔道部に入部した。
この中学校は柔道の強豪校で、夜10時まで密度の濃い練習が行えたのに加え、森脇が“自分の原点”と語る石黒敬七の著書『図解 柔道上達のコツ』と出会ったことで、その後の森脇の柔道人生が大きく変わっていった。
高校は広島市にある柔道の名門、崇徳高校へ進学。高校時代は、厳しい稽古に耐えかねて柔道部を辞めようと考えて、その理由付けに故意に腕を骨折しようとしたこともあったという。また、軽量級の2年先輩に川口孝夫が、1年先輩に南喜陽がおり、共にインターハイで優勝したため、同じ軽量級の森脇が3年生になる頃には非常にプレッシャーを感じたという。結果は1970年インターハイの軽量級個人で2人に続き優勝を成し遂げた。
高校卒業後は家庭の事情により大学へは進学せず、地元の広島で刑務官になるつもりであったが中学時代の恩師の推薦により国士舘大学へ進学。しかし、強豪校の国士舘大学ではなかなか芽が出ず、校内予選では惨敗だったようである。入学金や授業料、寮費が免除される特待生扱いで入学した手前、3年次には、その年の東京学生体重別選手権で結果が出なかったら柔道を辞める決意をしていたとのこと。結果は準優勝だった。また、直後の千葉国体では、高校時代の先輩であり既に世界チャンピオンとなっていた川口孝夫と引き分けるという健闘を見せた。
翌1974年にはベルギーで開催された世界大学選手権の軽量級代表に選出され、優勝を果たした。この時の事について森脇は「日本代表のみが貰える全日本のジャージ（赤い生地に白い字で“NIPPON”と刺繍されたもの）に腕を通せた事が何より嬉しかった」と述懐している。
大学卒業後は、母校・国士舘大学の教員に。講道館杯や全日本選抜体重別選手権で成果を上げ、軽量級における第一人者となる。1977年の世界選手権で日本代表に選出されるが、大会開催地のバルセロナへ出発するため荷物を持って講道館に行くと、政治的な問題で大会が中止となった旨を告げられた。
2年後にパリで開催された1979年世界柔道選手権大会でも代表選出されると銅メダルを獲得。翌1980年、モスクワオリンピックの代表選考を兼ねた全日本選抜体重別選手権では、決勝でライバルの鈴木克美（東海大第一高教員）を破り優勝するが日本はオリンピックへの不参加を表明し（モスクワオリンピック#ボイコット問題）、“幻の五輪代表”となった。
29歳で迎えた1981年の世界選手権（マーストリヒト）で優勝し、念願の世界チャンピオンの座を射止め、見事に自身の目標を達成した。
現役を引退後は国士舘大学の教員の道を歩み、現在は体育学部教授を務め同大学柔道部の部長として後進の指導にあたっている傍ら、東京都世田谷区にて少年柔道の育成を目的としたクラブ『柔友館』（1999年創立）を立ち上げ、同胞である万田清文（東海大）や後輩の村上和義（国士舘大）らと柔道の裾野を広げるべく現在も師範を務める。。
メディア等による取材時、『もっとも尊敬する柔道家』を問われた際、必ず、『川口孝夫先輩』と語るその表情は、人間味に溢れ温かい。

## 主な戦績
- 1970年 -　インターハイ　優勝
- 1974年 -　世界学生柔道選手権大会　優勝
- 1977年1980年　-　体重別　優勝
- 1979年 -　プレオリンピック大会　優勝
- 1979年 -　世界柔道選手権大会　3位
- 1981年 -　世界柔道選手権大会　優勝

## 所属学会
- 日本体育学会
- 日本応用心理学会
- 日本武道学会